# Coppa dei Campioni CONMEBOL-UEFA
La Coppa dei Campioni CONMEBOL-UEFA (in inglese CONMEBOL-UEFA Cup of Champions), denominata ufficialmente dalle origini negli anni 1980 come Coppa delle nazioni europee-sudamericane (in inglese European/South American Nations Cup), nota precedentemente come Coppa Artemio Franchi per il nome del suo trofeo, e denominata col nome di Finalissima per l'edizione del 2022, è una competizione calcistica ufficiale organizzata dalla CONMEBOL e dalla UEFA che mette a confronto – in gara unica – le rappresentative nazionali vincitrici, rispettivamente, della Copa América e del campionato europeo.
La formula del torneo è la corrispondente per nazionali della Coppa Intercontinentale e può essere considerata l'antesignana della FIFA Confederations Cup, poi soppressa nel 2017. Le prime due edizioni del trofeo furono vinte per una volta da ciascuna confederazione: nel 1985 dalla Francia e nel 1993 dall'Argentina, dopodiché il torneo fu soppresso dal comitato organizzatore. Nel 2022 la competizione fu rilanciata in seguito a un memorandum d'intesa da un nuovo comitato gestito congiuntamente tra CONMEBOL e UEFA.

## Storia

### Le prime edizioni e l'abolizione (1985-1993)
La competizione fu istituita nel 1985 con il nome di «Coppa delle nazioni europee-sudamericane» (in inglese European/South American Nations Cup), il cui trofeo fu intitolato all'ex presidente dell'UEFA Artemio Franchi, e organizzata congiuntamente tra CONMEBOL e UEFA. La competizione doveva tenersi ogni quattro anni, con sede in alternanza tra Europa e Sud America.
La prima edizione si svolse nel 1985 tra la Francia, vincitori del campionato europeo di calcio 1984, e l'Uruguay, vincitori della Copa América 1983. La partita, disputata al Parco dei Principi di Parigi, fu vinta dalla formazione transalpina per 2-0. La competizione non si è svolta quattro anni dopo poiché i Paesi Bassi, vincitori del campionato europeo di calcio 1988, e nuovamente l'Uruguay, vincitori della Copa América 1987, non furono in grado di concordare una data per la partita.
L'edizione successiva si è svolta nel 1993 tra l'Argentina, campione sudamericano nel 1991, e la Danimarca, campione europeo nel 1992. L'Argentina ospitò la partita all'Estadio José María Minella di Mar del Plata e vinse 5-4 ai rigori dopo un pareggio per 1-1 ai tempi supplementari. La competizione è stata interrotta in seguito a causa della creazione della FIFA Confederations Cup.

### Il rilancio (2022-presente)

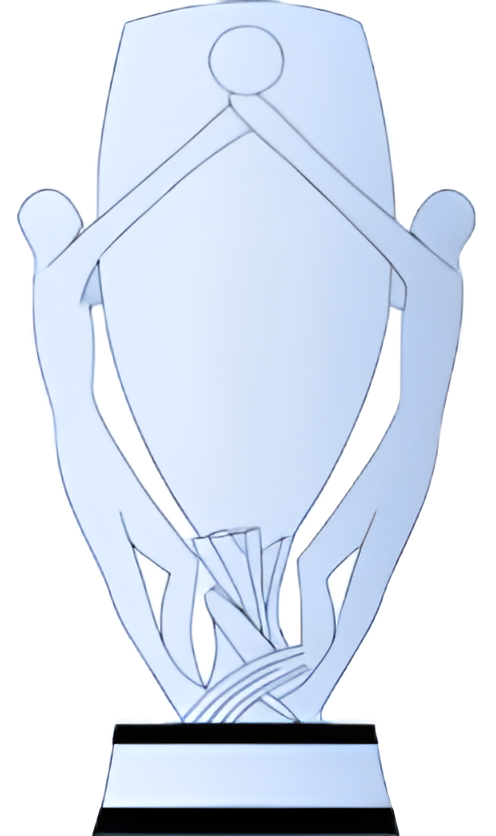
Il logo utilizzato per l'edizione del 2022 denominata "Finalissima".

Il 12 febbraio 2020 UEFA e CONMEBOL hanno firmato un memorandum d'intesa volto a rafforzare la cooperazione tra le due organizzazioni. Come parte dell'accordo, un comitato congiunto UEFA-CONMEBOL ha esaminato la possibilità di organizzare delle partite intercontinentali, sia per il calcio maschile che per quello femminile e di diverse fasce d'età. Il 28 settembre 2021 le due confederazioni hanno confermato che i campioni europei e sudamericani in carica si sarebbero affrontati in una partita intercontinentale, con l'accordo che inizialmente copriva tre edizioni a partire dal 2022. Il 15 dicembre 2021, UEFA e CONMEBOL hanno nuovamente firmato un protocollo d'intesa fino al 2028, che includeva disposizioni specifiche sull'apertura di un ufficio congiunto a Londra e la potenziale organizzazione di vari eventi calcistici. Il 22 marzo 2022 la UEFA ha annunciato che "Coppa dei Campioni CONMEBOL-UEFA" sarebbe stato il nuovo nome della Coppa Artemio Franchi.
L'edizione del 2022, nota come "Finalissima", si è svolta il 1º giugno 2022 al stadio di Wembley di Londra, in Inghilterra. Le contendenti del trofeo sono state l'Italia, vincitrice del campionato europeo 2020, e l'Argentina, vincitrice della Copa América 2021. L'edizione è stata vinta dall'Albiceleste per 3-0. La selezione diventa così la prima nazionale nella storia a vincere la competizione per due volte consecutive.
L'edizione prevista nel 2025 tra la Spagna, vincitrice del campionato europeo 2024, e l'Argentina, vincitrice della Copa América 2024, alla terza partecipazione consecutiva, viene rinviata a causa di un calendario congestionato da altri eventi. Il 16 maggio 2025 entrambe le confederazioni hanno confermato che la partita si terrà a marzo 2026, con dettagli specifici riguardanti il calendario e la sede attualmente in fase di definizione.

## Trofeo
L'attuale trofeo, seppur con alcune modifiche, riprende il design della prima versione del 1985, allora intitolato ad Artemio Franchi: presenta due figure su entrambi i lati che rappresentano i continenti, Europa e Sud America, con l'icona della competizione in posizione prominente nel punto in cui le loro mani si incontrano. Realizzato in ottone e rivestito in argento, pesa circa 8,5 kg ed è alto 45 cm. Rispetto alla prima versione, ha una nuova base con inclusa una finitura in nichel grigio scuro in chiave moderna. Alla base sono incise le vincitrici del trofeo dall'edizione 1985 a oggi. Il design del trofeo rinnovato è stato curato da Valentina Losa, proprietaria della GDE Bertoni, azienda italiana produttrice di trofei, creatrice, tra le varie opere, della Coppa del Mondo FIFA e della UEFA Champions League.

## Edizioni
| 1985 | Francia     | Francia   | 2 – 0 Parco dei Principi, Parigi                               | Uruguay   |
| 1993 | Argentina   | Argentina | 1 – 1 (dts) (5-4 dtr) Stadio José María Minella, Mar del Plata | Danimarca |
| 2022 | Inghilterra | Argentina | 3 – 0 Stadio di Wembley, Londra                                | Italia    |

## Statistiche

### Vittorie e partecipazioni
| Squadra   | Vittorie | Secondi posti | Partecipazioni | Edizioni vinte | Edizioni perse |
| --------- | -------- | ------------- | -------------- | -------------- | -------------- |
| Argentina | 2        | 0             | 2              | 1993, 2022     | –              |
| Francia   | 1        | 0             | 1              | 1985           | –              |
| Uruguay   | 0        | 1             | 1              | –              | 1985           |
| Danimarca | 0        | 1             | 1              | –              | 1993           |
| Italia    | 0        | 1             | 1              | –              | 2022           |

### Vittorie per confederazione
| Confederazione | Vittorie | Secondi posti |
| -------------- | -------- | ------------- |
| CONMEBOL       | 2        | 1             |
| UEFA           | 1        | 2             |